# Ariel Villazón Torrico
Ariel Villazón Torrico (Cochabamba, 27 de diciembre de 1969) es un destacado cantautor, charanguista, sonidista y músico boliviano que integra actualmente el grupo Proyección. También es egiptólogo  y escritor del libro ¿Dioses o impostores?.

## Historial musical
Desde 1981 fue alumno de charango del maestro Gonzalo Hermosa en la academia musical Escuela Kjarkas. A los 12 años de edad integró ―con alumnos de la citada academia― el grupo musical Inti-ñan (primer grupo infantil de música folclórica de Bolivia).
Según relata en su biografía artística (Video-Proyección), en sus inicios no fue seguidor de la música folklórica sino más bien estaba influenciado por la música clásica que su madre cultivaba (cantante lírica). Pero en 1980 al escuchar música clásica  en charango de manos del charanguista Julio Lavayen Frías, empezó a interesarse en las virtudes del instrumento y posteriormente fue seducido por el género folklórico que empezaba a ponerse de moda con dos de sus grandes respresentantes: Los Kjarkas y Savia Andina. Considera también sus mentores a Eddy Navia  y Raul Muriel en la depuración de los detalles de su ejecución.
El año 1987 Gracias a sus habilidades con el charango fue convocado por la agrupación "INTI RAYMI"  junto a dos integrantes del Trío "ANTARA" Edwin Herrera Jaén y Rafael Copa , que desde ese entonces quedaron como GRUPO ANTARA, agrupación que realizó su actividad artística principalmente en Europa (Austria, Alemania, España, Italia y Yugoslavia). Durante su participación en Antara grabó tres discos y recibió varios galardones, participando también como coautor de la canción "Contigo soy feliz".....
Fue invitado en 6 oportunidades al grupo Proyección pero recién desde 1992 le dio a esta agrupación la posibilidad de integrar y alcanzó nuevos logros nacional e internacionalmente (discos de oro, platino y doble platino).[cita requerida] Ha participando también en diversos álbumes de estudio, donde aportó como autor y compositor de canciones como:
- «Contigo soy feliz» (Coautor con (Rafael Copa) en la versión de Antara)
- «Mi gran temor»
- «Por qué no hacer un mundo mejor»
- «Moriré sin ti»
- «Niños sin amor» (coautor con Boris Flores).
- «El rayolero» (coautor con Miguel Mengoa, Boris Flores y Raúl Muriel).
- «Destino sin final»
- «Tus mentiras»
- «Aún es tiempo de cambiar»
- «La música calma mi dolor»
- «El tinku de los fieles»
- «Volví a la vida»
- «El amante aquel»
- «Esfinges»
- «Gracias a Dios»
- «Volvamos a empezar»
- «Metrópolis
- «El montañes»
- «Misterios»
- «Llévame»
- «Tú me haces sufrir»
- «Llegará»
- «El diablo Mayor»
- «Celtas Andinos».
- «Yo Creía».
- «El Efecto Ayahuasca».

En 2003 grabó su primera placa discográfica como solista, titulada Charango y destreza, lanzada en Perú, Bolivia y Ecuador, donde incluyó piezas de música clásica en charango (Mozart, Bach, Monti) así como composiciones de su autoría tales como «Annunakis», «Esfinges», «El montañes» y «Misterios». El disco Charango y destreza es considerado uno de los trabajos más representativos del charango técnico, por la complejidad en la ejecución de las piezas musicales.
En 2014 graba el segundo disco de solista llamado "Charango de los grandes", donde interpreta diversos temas de autores internacionales y temas propios. La placa discográfica intenta homenajear a grandes intérpretes del charango de todo el mundo, a los que él denomina "Charanguistas Técnicos" como Freddy Torrealba, Eddy Navia, Federico Tarazona, Julio Lavayen y otros como Fernando Torrico quienes han sido grandes referentes del charango.
El disco incluye temas como: Las Abejas, Tico-tico, Brasileirinho, Milonga de mis Amores, El Efecto Ayahuasca, Yo Creía, Tarantella 700 y otros.
En el año 2015 es nominado a los "Premios Cicombol" (Círculo de Comunicadores en Folklore de Bolivia) en la ciudad de La Paz donde obtiene el primer lugar como solista en la categoría "Tema instrumental del año" (gestión 2014) con el tema "El Efecto Ayahuasca".

## Egiptología

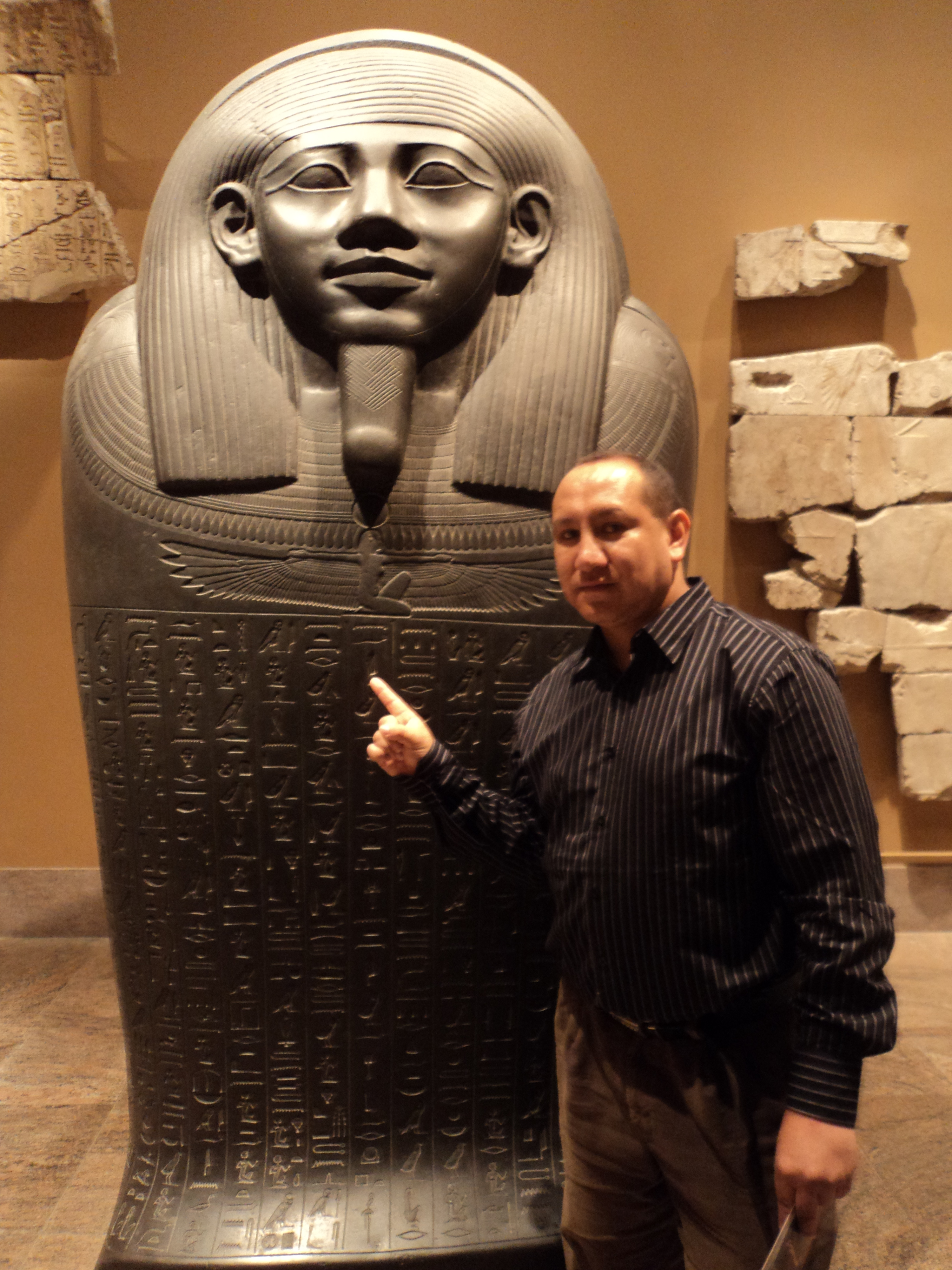
Ariel Villazón en un museo de Nueva York (Estados Unidos).

Estudió egiptología en la Escuela Superior Estea en Barcelona (España) donde obtuvo el título de técnico superior en egiptología. Su trabajo final o Tesis, titulado El Éxodo según Egipto, trata de manera crítica la historicidad del Éxodo hebreo y se adscribe a la teoría de dos éxodos y en diferentes épocas: (Un éxodo durante la llamada expulsión de los Hicsos  al inicio de la Dinastía XVIII y el otro probablemente durante fines del reinado de Akenatón).

## El libro «¿Dioses o impostores?»
A finales de 2011 publicó su primera obra literaria. El libro es una obra de género crítico e historiográfico que cuestiona a varios denominados «textos sagrados» (La Biblia, el Corán y el Libro de Mormón, entre otros), donde intenta demostrar que tales obras no pudieron haber sido inspiradas por seres divinos (dioses, ángeles, espíritus reveladores, etc), sino que son más bien obras de seres humanos comunes y corrientes, con pasiones, defectos e incluso tendencias políticas. El libro tiene la intención de prevenir sobre el fundamentalismo religioso basado en la manipulación de estos llamados «textos sagrados», que podrían provocar daños a la sociedad debido a que se suponen obras hechas por Dios, dioses o seres divinos. Los pilares de las obras son: la demostración contundente de errores y contradicciones en todos y cada uno de los llamados textos sagrados, la evidencia de plagios extranjeros en la construcción de los mismos, la desacreditación de las supuestas verdades históricas y arqueológicas manejadas por los líderes religiosos (Pastores, sacerdotes, élderes, ancianos, etc) que son contrarestadas por la ciencia oficial, y la inexistencia de verdaderas pruebas científicas en la troncal de las sagas religiosas.
La bibliografía utilizada para la obra incluye trabajos como:
- La Biblia desenterrada (de Israel Finkelstein y Neil Asher Silberman),
- Jesucristo, 3000 años antes de Cristo de Llogari Pujol,
- What did the biblical writers know & when did they know it ([‘¿qué sabían los escritores bíblicos, y cuándo lo supieron?’] de William G. Dever), y
- Lo que Jesús no dijo (Misquoting Jesus [‘cómo citar mal a Jesús’], de Bart Ehrman).

El libro incluye un resumen de su tesis El Éxodo según Egipto.

## Críticas a la religión y creencias
Fue bautizado en la facción carismática de la Iglesia católica, estudió con los testigos de Jehová, mormones y gnósticos. Debido a discrepancias fundamentales entre religiosos y esotéricos decidió estudiar la Biblia y otros textos sagrados personalmente. A medida que fue encontrando muchas fallas y contradicciones en dichos textos, que en el caso de la Biblia afirma él superan las 1500, fue perdiendo la fe paulatinamente y actualmente se considera; por una parte agnóstico y por otra parte ateo convencido con respecto a dioses personificados como: Jehová, Zeus, Osiris, Jesús, Amón y otros. Actualmente es parte de la sociedad de ateos de Cochabamba (recientemente fundada) y también se considera un activista en contra del fundamentalismo religioso; en especial es muy crítico con el pensamiento de los testigos de Jehová por considerarlos manipuladores de los hallazgos científicos relacionados con la Biblia y por sus peligrosos dogmas, pero también con los musulmanes tiene una opinión similar.
Desde fines del 2011 ha participado en varios foros, debates y conferencias donde ha mostrado una posición muy sólida en su crítica a la historicidad de la Biblia, también ha sido invitado al foro en vivo "El Ateo Responde" donde explicó porqué es  agnóstico y por qué se considera solo parcialmente ateo.
El año 2012 empezó una nueva serie de conferencias tituladas "En Busca del Jesús Histórico" que difundió en el territorio boliviano. El corpus de dichas disertaciones deja al descubierto las escasas pruebas históricas sobre  Jesús de Nazaret.
Por otra parte coincide con grandes personalidades del ateísmo mundial como: Richard Dawkins, Sam Harris, Dan Barker y James Randi, en que si la superstición y la religión repuntan en nuestra sociedad agresivamente, podríamos provocar el regreso de una nueva Edad Media.
En su última placa discográfica, como aporte al movimiento ateo incluye la canción "Yo Creía" compuesta junto a su hijo Tamiro.